# (32725) 4057 T-3
4057 T-3 (asteroide 32725) é um asteroide da cintura principal. Possui uma excentricidade de 0.10028280 e uma inclinação de 4.29092º.
Este asteroide foi descoberto no dia 16 de outubro de 1977 por Cornelis Johannes van Houten e Ingrid van Houten-Groeneveld e Tom Gehrels em Palomar.